# Чотири сезони (збірка повістей)
«Чотири сезони» або «Різні пори року» (англ. Different Seasons) — збірка чотирьох повістей американського письменника Стівена Кінга, опублікована в 1982 році. Кожна повість має підзаголовок, що ототожнюється з однією з пір року. Перша авторська збірка Кінга, яка посіла перше місце в списку бестселлерів «Нью-Йорк таймс».

## Повісті
| Назва                           | Назва в оригіналі                      | Підзаголовок               | Підзаголовок в оригіналі | Перекладач українською | Кіноадаптація           |
| ------------------------------- | -------------------------------------- | -------------------------- | ------------------------ | ---------------------- | ----------------------- |
| Ріта Гейворт і втеча з Шоушенка | Rita Hayworth and Shawshank Redemption | «Весни довічні сподівання» | Hope Springs Eternal     | Олена Любенко          | Втеча з Шоушенка (1994) |
| Здібний учень                   | Apt Pupil                              | «Літо розтління»           | Summer of Corruption     | Олена Любенко          | Здібний учень (1998)    |
| Тіло                            | Body                                   | «Осінь невинності»         | Fall From Innocence      | Олена Любенко          | Залишся зі мною (1986)  |
| Метод дихання                   | The Breathing Method                   | «Зимова казка»             | A Winter's Tale          | Олена Любенко          | н/д                     |

## Назва
Назва книги — Different Seasons — містить деяку гру слів, яка зникає при перекладі. Кінг, певною мірою, опублікував цю книгу, щоб відкараскатись від тавра «письменника жахів», і всі чотири повісті практично не містять жодних елементів жаху чи містики, якими Кінг прославився. Тому англійське слово different обрано зі спеціальною задумкою. Воно говорить читачу, що книга буде відмінна, несхожа на попередні книги Кінга. До того ж, в розумінні «різні», назва попереджає про те, що книга — збірник чотирьох повістей. Коли вийшла книга в 1982 році, Кінг сказав, що він «працював над нею ретельніше ніж над усім тим, що я коли-небудь робив».

## Екранізації
- Залишся зі мною (1986) — по повісті «Тіло».
- Втеча з Шоушенка (1994) — за повістю «Ріта Гейворт і втеча з Шоушенка».
- Здібний учень (1998) — за однойменною повістю.

## Переклад українською
Вперше переклад українською з'явився у 2015 році у видавництві КСД у перекладі Олени Любенко.